# Jacques Santer
Jacques Santer GCC • GCIH (Wasserbillig, 18 de maio de 1937) é um político luxemburguês. Sucedeu ao francês Jacques Delors na Presidência da Comissão Europeia em 1995, e foi predecessor de Romano Prodi, que tomou o cargo em 1999 após a gestão interina de Manuel Marín. É considerado como democrata-cristão e europeísta moderado. A sua candidatura foi proposta pelo também democrata-cristão alemão Helmut Kohl.

## Condecorações conferidas por Portugal
A 12 de Novembro de 1988 foi agraciado com a Grã-Cruz da Ordem Militar de Nosso Senhor Jesus Cristo e a 8 de Novembro de 1990 com a Grã-Cruz da Ordem do Infante D. Henrique de Portugal.
O seu filho, o embaixador Georges Santer, foi agraciado com a Grã-Cruz da Ordem do Mérito a 6 de Maio de 2005.